# Maresia (poema)
"Maresia" é um poema brasileiro de Antonio Cicero que, em versão musicada por Paulo Machado, tornou-se um grande sucesso da MPB. Gravada pela primeira vez em 1981 por Marina Lima, "Maresia" atingiu seu maior êxito na versão de Adriana Calcanhotto, lançada em disco de 2000.

## Estrutura e análise
"Maresia" é formado por seis quartetos heptassílabos em ABAB. 

## Histórico editorial
"Maresia" foi incluído no livro Guardar: Poemas Escolhidos (Record, 1996, ISBN 8501048100), na coletânea A lua no cinema e outros poemas (Companhia das Letras, 2011, ISBN 9788535919325) e, declamado pelo autor, no disco Antonio Cicero por Antonio Cicero (Luz da Cidade, 1996).

## Histórico de gravações

### Marina
A primeira versão musical de "Maresia" foi gravada por Marina, irmã de Antonio Cicero, no disco Certos Acordes, de 1981.

### Adriana Calcanhotto
A interpretação mais bem-sucedida de "Maresia" foi lançada por Adriana Calcanhotto no álbum ao vivo Público (2000) que recebeu disco de platina, e no DVD correspondente. A mesma faixa foi incluída na coletânea Perfil, de 2003. A música foi regravada por Calcanhoto no álbum e no DVD Olhos de Onda, de 2014.

### Zeca Baleiro
Zeca Baleiro lançou uma versão de estúdio no álbum Lado Z Volume 2, de 2012. Outra versão, acústica e ao vivo, foi incluída no álbum e no DVD Calma aí, coração, de 2014.